# Péter Biros
Péter Biros (ur. 5 kwietnia 1976 w Miszkolcu) – węgierski piłkarz wodny, trzykrotny złoty medalista olimpijskich turniejów piłki wodnej: w 2000 w Sydney, w 2004 w Atenach i w 2008 w Pekinie – zdobył w nich łącznie 23 gole. Z reprezentacją wywalczył również złoty medal na Mistrzostwach Świata w 2003.